# Маріу Кіна
Маріу Кіна (порт. Mário Quina, 1 січня 1930 — 8 вересня 2017) — португальський яхтсмен.
Срібний призер Олімпійських Ігор 1960 року в класі Зоряний.